# Provincia de Zonguldak
Provincia de Zonguldak es una de las 81 provincias en que está dividida Turquía, administrada por un gobernador designado por el Gobierno central. 
- Superficie: 3.481 km²
- Población (2000): 615.599 hab
- Densidad de población: 176´84 Hab/km²
- Capital: Zonguldak
  - Población (2000): 104.276 Hab
- Distritos (ilçeler):
  - Alaplı
  - Çaycuma
  - Devrek
  - Ereğli
  - Gökçebey
  - Kilimli
  - Kozlu
  - Zonguldak